# チョウスワー
チョウスワー（ビルマ語: ကျော်စွာ、1260年8月2日 - 1299年5月10日）は、パガン王朝の第12代の国王（在位：1289年5月30日 - 1297年12月17日?）。第11代国王ナラティーハパテの子。史料によってはルイナンシャン、クラワチュワーと書かれる。『元史』では的立普哇拿阿迪提牙（トリブハヴァナーディティヤ）と表記される。

## 生涯
1287年、父ナラティーハパテが没したときはダラの太守の地位にあった。父と長兄ウザナを殺害した異母兄弟ティハトゥの攻撃を撃退、ティハトゥの死後ナラティーハパテの子で唯一生き残った彼が王位を継いだ。1297年に元朝との修好のため、長子のシムハパティ（信合八的）を朝貢の使節として派遣した際に王位を認められ、同時に王国の領土と通商の安全を保証された。チョウスワーはこの叙任を喜び、勅語の朗読を聞かせるため家臣全員に招集をかけたほどであった。しかし、パガン王家とは別に元から王位を与えられていた有力者であるタイ系民族のシャン人の3兄弟は参加を拒み、皇太后ソウと共にチョウスワー廃立を企てた。
1299年、タイ系民族の金歯族の略奪によって国が窮乏していることをテムル・ハーンに訴え、窮状を憐れんだテムルによって象の貢納を免除された。1299年、あるいは1300年に廃位され、殺害された。
19世紀に成立した『玻璃王宮大王統史』にはチョウスワーは3兄弟とソウの策略によって強制的に出家させられたと書かれるが、実際はチョウスワーとシムハパティ、彼が信任していた廷臣と僧侶が虐殺される政変が起きていた